# Carlos Pascali
Carlos Pascali (La Plata, 5 de noviembre de 1887-Lomas de Zamora, 29 de diciembre de 1975) fue un ingeniero civil, profesor y diplomático argentino. Fue decano y rector de la Universidad Nacional de La Plata y embajador de Argentina en la Unesco y Panamá. En 1955, promovió la instalación del ya depuesto presidente Juan Domingo Perón en el mencionado país centroamericano para su exilio, conociendo allí a María Estela Martínez.

## Biografía
Estudió en la Universidad de Buenos Aires, recibiéndose de ingeniero civil en 1916.
Marxista, en 1912 comenzó a militar en el Partido Socialista (PS), siendo dirigente en el ala izquierda del partido. Fue diputado en la Legislatura de la Provincia de Buenos Aires entre 1915 y 1917, y miembro de la municipalidad de Lomas de Zamora en 1917. En 1918 el ala izquierda fue expulsada del PS, creando el Partido Socialista Internacional (PSI), integrando la primera comisión directiva. En 1920 el PSI cambia su nombre a Partido Comunista Argentino y Pascali deja la política para dedicarse a la carrera docente.
Hacia mediados de los años 1930, era miembro de la Unión Cívica Radical (UCR), llegando a ser vicepresidente y presidente del comité de Lomas de Zamora. Posteriormente adhiere a la Fuerza de Orientación Radical de la Joven Argentina (FORJA), y en 1946 adhirió al peronismo.
Se desempeñó como profesor de física en el Colegio Nacional de Buenos Aires y en los colegios Mariano Moreno y General Manuel Belgrano de la ciudad de Buenos Aires, en la escuela industrial de La Plata y en el Instituto Agrícola Santa Catalina. En la Universidad Nacional de La Plata (UNLP) fue profesor en el Instituto de Física, delegado durante la intervención de 1946-1947, decano de la Facultad de Ciencias Exactas, Físicas y Matemáticas de 1950 a 1951, y presidente de la universidad entre junio de 1952 y enero de 1953. Durante su período al frente del rectorado, la UNLP pasó a llamarse «Universidad Nacional de Eva Perón», al mismo tiempo que la capital bonaerense tomó el nombre de la fallecida primera dama.
Fue también delegado argentino en el Comité Permanente de Enseñanza Superior de la Sociedad de las Naciones, y miembro del Centro de Ingeniería, del Instituto Nacional Sanmartiniano y del gremio Asociación del Profesorado.
En 1953, tras la creación de la delegación permanente de Argentina ante la Organización de las Naciones Unidas para la Educación, la Ciencia y la Cultura (Unesco) en París, el presidente Juan Domingo Perón lo designó para encabezar la misma, ocupando el cargo hasta 1955. Ese mismo año, fue nombrado embajador en Panamá hasta el golpe de Estado de septiembre de 1955, cuando renunció. El gobierno de facto aceptó dicha renuncia y le autorizó el regreso a la Argentina con todos los gastos pagos.
Sin embargo permaneció en ese país centroamericano, invitando a Perón (quien se dirigía a Nicaragua desde Paraguay) en noviembre de 1955, expresándole que «había una gran masa admiradora de su gobierno». El expresidente decidió permanecer allí y Pascali se desempeñó como su auxiliar, debido a que el gobierno de facto de la Revolución Libertadora (tras el recibimiento a Perón) le había retirado todas sus cátedras y su jubilación, además de negarse a pagar su regreso a la Argentina. Una hipótesis sugiere que fue el ex embajador quien le presentó a Perón una bailarina llamada María Estela Martínez. Para poder sobrevivir económicamente, vendió el Cadillac que había adquirido para sus funciones diplomáticas. Luego de siete meses, las relaciones entre Perón y Pascali se rompieron por una serie de diferencias —Pascali desconfiaba de los nuevos colaboradores y se oponía a la estrategia insurreccional de la resistencia peronista— y el expresidente se marchó a Venezuela. Posteriormente, entre 1956 y 1957 tuvieron un intercambio de cartas tras una alusión peyorativa de Perón hacia el ex embajador.
Se mantuvo en el exilio, intentando radicarse en algún país limítrofe de Argentina, y en julio de 1957 abandonó Panamá con destino a Uruguay. Unos meses más tarde Chile le otorgó asilo político, desempeñándose allí como profesor de física en la Universidad de Chile hasta 1962. Pudo regresar a la Argentina y recién en 1973 fue reincorporado a la UNLP, bajo la presidencia de Héctor Cámpora, siendo nombrado profesor honorario de la Facultad de Ingeniería.
Falleció en Lomas de Zamora en diciembre de 1975.

## Obras
- Teoría de las vibraciones[1]
- Sistemas ópticos centrados[1]